# Silene martyi
Silene martyi är en nejlikväxtart som beskrevs av Emberger och Maire. Silene martyi ingår i släktet glimmar, och familjen nejlikväxter. Inga underarter finns listade i Catalogue of Life.